# Obwodnica Międzyrzecza
Obwodnica Międzyrzecza – dwujezdniowa (a do 19 października 2016 - jednojezdniowa) trasa, zlokalizowana w ciągu drogi ekspresowej S3 i tym samym trasy europejskiej E65, obiegająca od strony zachodniej miasto Międzyrzecz (obwodnica pozamiejska), posiadająca trzy węzły drogowe: Międzyrzecz Północ, Międzyrzecz Zachód, Międzyrzecz Południe.
23 sierpnia 2006 oddano do użytku wschodnią jezdnię ówczesnej drogi krajowej nr 3 (po jednym pasie ruchu oraz jednym pasie awaryjnym w każdym kierunku) wraz z dwoma węzłami drogowymi (obecne węzły: Międzyrzecz Północ i Międzyrzecz Południe). 19 października 2016 otwarto dla ruchu drugą jezdnię (zachodnią), a 21 grudnia 2016 trzeci węzeł drogowy (Międzyrzecz Zachód).

## Dane ogólne
- Inwestor: Generalna Dyrekcja Dróg Krajowych i Autostrad Oddział w Zielonej Górze
- Wykonawcy: Berger Bau Polska Spółka z o.o. (wschodnia jezdnia i dwa węzły, w latach 2004–2006) i Budimex SA (zachodnia jezdnia i jeden węzeł, w latach 2014–2016)
- Wartość robót budowlano-montażowych: ponad 90 000 000 PLN brutto (2004–2006) i 103 000 000 PLN brutto (2014–2016)
- Finansowanie: Budżet państwa, Europejski Bank Inwestycyjny (pożyczka)
- Długość całkowita: 6,370 km
- Szerokość korony drogi: 26,50 m – 31,00 m
- Szerokość jezdni:
  - lewej (wschodniej): 11 m
  - prawej (zachodniej): 10 m
- Liczba pasów ruchu: 2 x 2 (każdy po 3,50 m szerokości)
- Szerokość pasów awaryjnych:
  - lewy (wschodni): 3,50 m
  - prawy (zachodni): 2,50 m
- Szerokość pasa dzielącego: 4,50 m – 7,00 m
- Nośność jezdni: 115 kN/oś
- Liczba węzłów drogowych: 3
  - węzeł Międzyrzecz Północ
  - węzeł Międzyrzecz Zachód
  - węzeł Międzyrzecz Południe
- Liczba obiektów inżynierskich: 11
  - 2 równoległe mosty (9-przęsłowe, długości 307 m każdy)
  - 6 wiaduktów
  - 2 przejścia podziemne dla pieszych
  - 1 przejazd gospodarczy (dla pojazdów wojskowych)

## Kalendarium budowy
- początek lat 70. – wstępne projekty budowy obwodnicy Międzyrzecza
- 1975 – zawieszenie wszelkich działań związanych z powstaniem obwodnicy Międzyrzecza na skutek reformy administracyjnej kraju
- 1979 – sporządzenie kompletnej dokumentacji technicznej
- wiosna 2001 – przygotowanie placu budowy (m.in. wycinka drzew, likwidacja przeszkód terenowych)
- kwiecień 2004 – rozpoczęcie badań archeologicznych na placu budowy
- 6 grudnia 2004 – rozpoczęcie budowy (wykonawca: Berger Bau Polska Spółka z o.o.)
- 23 sierpnia 2006 – oddanie do użytku i otwarcie dla ruchu wschodniej jezdni wraz z dwoma węzłami drogowymi
- 23 września 2006 – oddanie do użytku Międzyrzeckiego Parku Przemysłowego, zlokalizowanego przy obwodnicy miasta
- od 5 czerwca 2013 do 12 grudnia 2013 – przeprowadzenie procedury przetargowej na budowę drugiej jezdni obwodnicy wraz z węzłem Międzyrzecz Zachód na przecięciu z drogą wojewódzką nr 137
- 17 listopada 2014 – rozpoczęcie budowy zachodniej jezdni[1] (wykonawca: Budimex SA)
- 19 października 2016 – otwarcie dla ruchu zachodniej jezdni[2]
- 21 grudnia 2016 – otwarcie dla ruchu węzła Międzyrzecz Zachód